# エドマンド・ホワイト
エドマンド・ホワイト（Edmund White 1940年1月13日 - 2025年6月3日）は、アメリカ合衆国の作家、伝記作家。

## 人物・来歴
オハイオ州シンシナティ生まれ。ミシガン大学（専攻は中国語）卒。その後、小説、ノンフィクション、自伝、文学者伝記などを執筆。ブラウン大学で教えたほか、1999年からプリンストン大学教授。同性愛者を公言し、主に同性愛を主題としている。
ホワイトは1984年からHIV陽性だと公表。2025年6月3日の夜に死去。85歳没。

## 邦訳
- 『ある少年の物語』(Hayakawa novels) 柿沼瑛子訳. 早川書房, 1990.10
- 『美しい部屋は空っぽ』(Hayakawa novels) 柿沼瑛子 訳. 早川書房, 1990.12
- 『螺旋』(夢の文学館) 浅羽莢子訳. 早川書房, 1995.6
- 『アメリカのゲイ社会を行く』柿沼瑛子訳. 勁草書房, 1996.6
- 『生きながら皮を剥がれて』(Hayakawa novels) 柿沼瑛子訳. 早川書房, 1997.7
- 『パリでいっしょに』ユベール・ソラン 画, 中川美和子訳. 白水社, 1998.8
- 『燃える図書館 ベスト・エッセイ70s-90s』柿沼瑛子 訳. 河出書房新社, 2000.2
- 『マルセル・プルースト』(ペンギン評伝双書) 田中祐介訳. 岩波書店, 2002.11
- 『ジュネ伝』鵜飼哲,根岸徹郎, 荒木敦訳. 河出書房新社, 2003.12
- 『パリ遊歩者のまなざし』(Writer & cityシリーズ) 柿沼瑛子 訳. DHC, 2005.2